# جون ألين كليمنتس
جون ألين كليمنتس (بالإنجليزية: John Allen Clements)‏ هو طبيب وأستاذ جامعي أمريكي، ولد في 16 مارس 1923 في أوبورن في الولايات المتحدة.